# Franziskanerkloster Sinsheim
Das Franziskanerkloster Sinsheim in Sinsheim (Rhein-Neckar-Kreis) geht auf das Jahr 1714 zurück. Es gehörte zur Thüringischen Provinz des Franziskanerordens.
Die Franziskaner ließen sich in Sinsheim nieder, weil die Thüringische Provinz dort einen geeigneten Ort fand, eine testamentarische Stiftung von 10000 Gulden einzulösen, die Andreas Hartmann, Kantor des Stifts Haug, der Provinz 1711 gemacht hatte, mit der sie in der Diaspora ein Kloster errichten sollte. Kurfürst Johann Wilhelm  begrenzte die Größe der Niederlassung auf zwölf Personen, denn die Minderbrüder lebten vom Almosensammeln und sollten den Einwohnern nicht zu sehr zur Last fallen. Die Kapuziner der benachbarten Klöster in Bad Mergentheim und Neckarsulm, ebenfalls ein Bettelorden, befürchteten eine Konkurrenz und protestierten gegen die Klostergründung, die Weltpriester verweigerten ihnen das Recht, eine Pfarrstelle zu übernehmen.
Die Franziskaner bezogen 1714 ein leer stehendes Haus und hielten im April 1715 in einer provisorischen Kapelle die erste heilige Messe. 1716 legten sie den Grundstein für ein Kloster, das 1720 fertiggestellt wurde. Der Konvent hatte 1725 13 Brüder, Ende des 18. Jahrhunderts waren es 26. Erst 1726 wurde der Grundstein für die Klosterkirche gelegt; sie wurde 1729 geweiht und erhielt nach dem Stifter des Klosters das Patrozinium des heiligen Apostels Andreas. Die Kirche hatte einen Haupt- und zwei Nebenaltäre sowie einen Kreuzweg mit 14 Stationen, außerdem zehn weitere große Bilder.
Beim Kloster bestand seit 1719 eine Gürtelbruderschaft. Die Franziskaner waren als Seelsorger tätig und  unterhielten auf Bitten der Bürgerschaft von 1786 bis etwa 1802 eine Lateinschule.
Das Kloster diente während der Revolutionskriege als Lazarett.
1802 fiel die Kurpfalz an Bayern, das alle Klöster säkularisierte. In Sinsheim lebten 1801 13 Patres und drei Laienbrüder. Ihr Kloster wurde für aufgelöst erklärt und dem katholischen Schulfonds unterstellt, obwohl sich die Sinsheimer Bürgerschaft für das Kloster ausgesprochen hatte, während der Ortspfarrer und der Kaplan die Auflösung befürworteten. Zwei Patres verließen den Orden und wurden Weltpriester, die übrigen Brüder suchten andere Franziskanerklöster auf. 
Vorübergehend waren von Ende 1802 bis 1806, als die Stadt zum Fürstentum Leiningen gehörte, noch einmal sieben Patres und drei Laienbrüder in Sinsheim tätig. Nachdem Sinsheim 1806 badisch geworden war, erfolgte 1813 die endgültige Auflösung. Das Mobiliar im Kloster wurde versteigert oder an die Kirchengemeinden vergeben. Das Grundstück wurde verpachtet, nachdem eine Versteigerung zu geringe Gebote erbracht hatte. Allerdings verblieben bis 1816 noch zwei Brüder im Haus.
Die Kirche wurde 1835 abgebrochen. Die Konventsgebäude wurden umgebaut und dienten als Gasthaus. 1876 kaufte sie der Kreis Heidelberg und brachte darin  eine „Kreispflegeanstalt“ unter. Als für die Einrichtung 1905 ein Neubau entstand, wurden die Klostergebäude abgerissen. Heute befindet sich darin das GRN-Betreuungszentrum Sinsheim.